# Biržai
Biržai er en by i det nordlige Litauen med et indbyggertal på 13.780(2011). Byen er hovedsæde i Biržai distriktskommune, der ligger i Panevėžys apskritis, tæt ved grænsen til nabolandet Letland. Biržai er berømt for det renoverrede Biržai slot.

## Navn
Biržai er litauisk, men staves forskelligt på andre sprog: polsk: Birże, russisk: Биржай (tr. Birzhi), jiddisch: בירז (tr. Birz) og tysk: Birsen.

## Historie
Byens første skriftlige omtale daterer sig til 1455. Opførelsen af Birzai slot påbegyndtes i 1586, og byen blev tildelt Magdeburgrettigheder i 1589. Som forberedelse til slottets opførelse blev en dæmning bygget ved Agluona og Apaščiafloderne sammenløb, og den kunstige sø Širvėna, der dækker omkring 40 km2, blev skabt i 1575. Širvėna er den ældste eksisterende kunstige sø i Litauen. Byens historie er tæt forbundet med Radziwiłł-slægten (litauisk: Radvila). Jerzy Radziwiłł var den første fra adelsfamilien, der bosatte sig i byen. Senere, efter hans datter Barbara Radziwiłł giftede sig med storfyrsten af Litauen og konge af Polen Sigismund II August i 1547, voksede familiens magt og indflydelse. Radziwiłł-familien etablerede en protestantisk kirke og skole, og byen blev et kulturelt centrum for reformationen i Litauen.
Det jødiske samfund, der voksede frem i Birzai i slutningen af 1500-tallet, var indflydelsesrige, oprettede et rentefrit lånesystem, to store kornmøller og en international linned eksport. De muslimske Lipka-tatarer fungerede som militær, politi og postvæsen for Radziwiłł-familien.
Under krigene med Sverige var Birzai slot vigtigt for forsvaret. I 1625 angreb Gustav II Adolf af Sverige med 8.000 soldater slottet, der blev tvunget til at overgive sig. Slottet blev efterladt i ruiner og senere genopbygget, blot for at blive brændt ned i 1655. I 1662-1669 blev det atter genopbygget som et renæssanceslot. I 1701 underskrev August den stærke og Peter den Store en traktat på slottet om at forene deres styrker mod Sverige. I 1704 blev slottet atter totalt ødelagt og lå i ruiner til restaureringen i 1990'erne.
Byens befolkning led meget under de svenske angreb og de religiøse konflikter mellem protestanter og katolikker. I slutningen af 1700-tallet mistede Birzai sine byrettigheder og Radziwiłł-familien mistede sin formue og indflydelse. Birzai blev herefter solgt til Tyszkiewicz' familien i 1811 for at dække gælden. I 1849-1862 byggede Tyszkiewicz' familien det nyklassicistiske Astravas slot på Širvėnasøens modsatte bred, overfor den oprindelige borg.
I 1869 havde byen omkring 2.600 indbyggere, tredive år senere var befolkningen vokset til 4.400.
Byen blev næsten brændt ned under anden verdenskrig.
I 1968 nåede befolkningstallet 10.000. I øjeblikket bor der omkring 13.500 i Birzai.

## Geografi
Den nordlige del af byen, sammen med Širvėna-søen ligger inden for Birzai regionalpark. Omkring 9.000 jordfaldshuller er blevet registreret i parken, som er blevet dannet efter gips-forekomster i undergrunden er blevet opløst af grundvand. Nogle af disse huller er tørre, mens andre er blevet til små damme eller søer fyldt med vand fra de mange underjordiske floder og vandløb. Nye huller viser sig jævnligt. Ifølge en lokal legende blev et 20 meter dybt jordfaldshul, kendt som Karves uola (dansk: kohullet), opdaget af en bonde da hans ko forsvandt. En tunnel på bunden af hullet fører til en underjordisk grotte og sø.

## Næringsliv i Biržais
I 1991 blev bryggeriet Rinkuškiai grundlagt i Biržais. Bryggeriet er det femte største bryggeri i Litauen, og har en markedsandel på 4% af det litauiske ølmarked. Bryggeriet bygger på regionens lange historiske tradition for ølbrygning og er berømt for sine mange traditionelle ølopskrifter.

## Sport
- FK Širvėna;
- Biržų centrinis stadionas.

## Biržais venskabsbyer
Biržai har 6 venskabsbyer:
| - Nesvizh, Hviderusland - Aizkraukle, Letland | - Tczew, Polen - Grodzisk Wielkopolski, Polen | - Kursk, Rusland - Werder, Tyskland |